# Kabud-Moschee

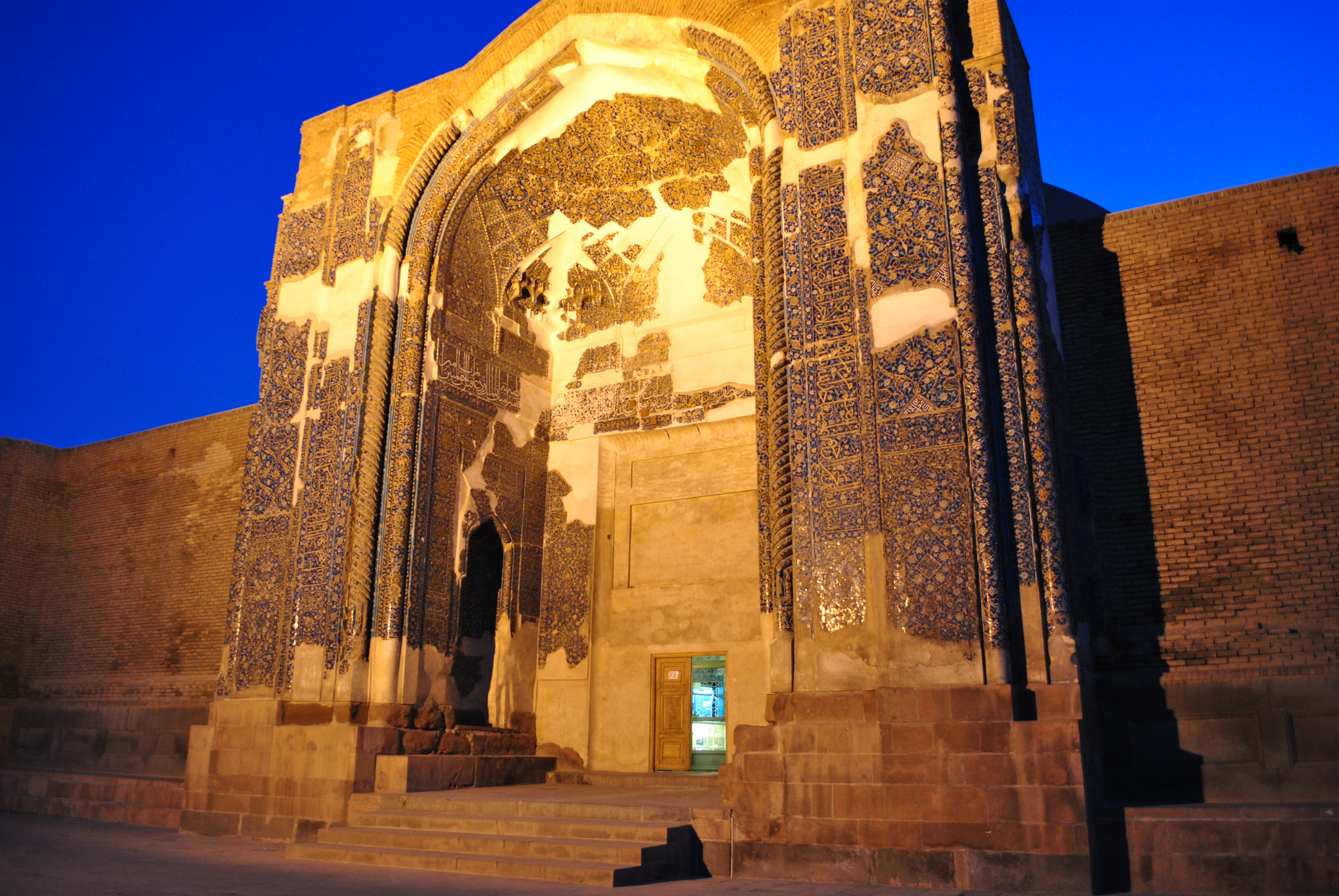
Eingang der Blauen Moschee

Die Kabud-Moschee oder Blaue Moschee (persisch مسجد کبود Masdsched-e Kabud) ist eine Moschee in der Stadt Täbris im Iran. 

## Geschichte
Die Blaue Moschee wurde 1465 im Auftrag von Chatun Dschan Begun, der Frau des Führers der turkmenischen Stammesföderation der Qara Qoyunlu, Dschahan Schah, während dessen Herrschaft im sogenannten Reich der Schwarzen Hammel erbaut. Sein Reich mit Täbris als Hauptstadt erstreckte sich über große Teile des heutigen Iran, Aserbaidschans und der Türkei. Nach seinem Tod 1467 wurden die sterblichen Überreste Dschahan Schahs im südlichen Teil der Moschee beigesetzt. Der Glaube, dass die Moschee als ein Denkmal für die Siege Dschahan Schahs konstruiert wurde, ist weit verbreitet. Die Qara Qoyunlu wurden kurz nach Beginn der Bauarbeiten von den ebenfalls turkmenischen Aq Qoyunlu angegriffen und besiegt. Deren Herrscher Uzun Hasan verlegte die Hauptstadt seines Reiches nach Tabriz und erlaubte der Tochter von Dschahan Schah mit der Beaufsichtigung der Bauarbeiten. Erst in den 1480er Jahren, während der Herrschaft des Yaqub, Sohn Uzun Hasans, wurde die Kuppel fertiggestellt.

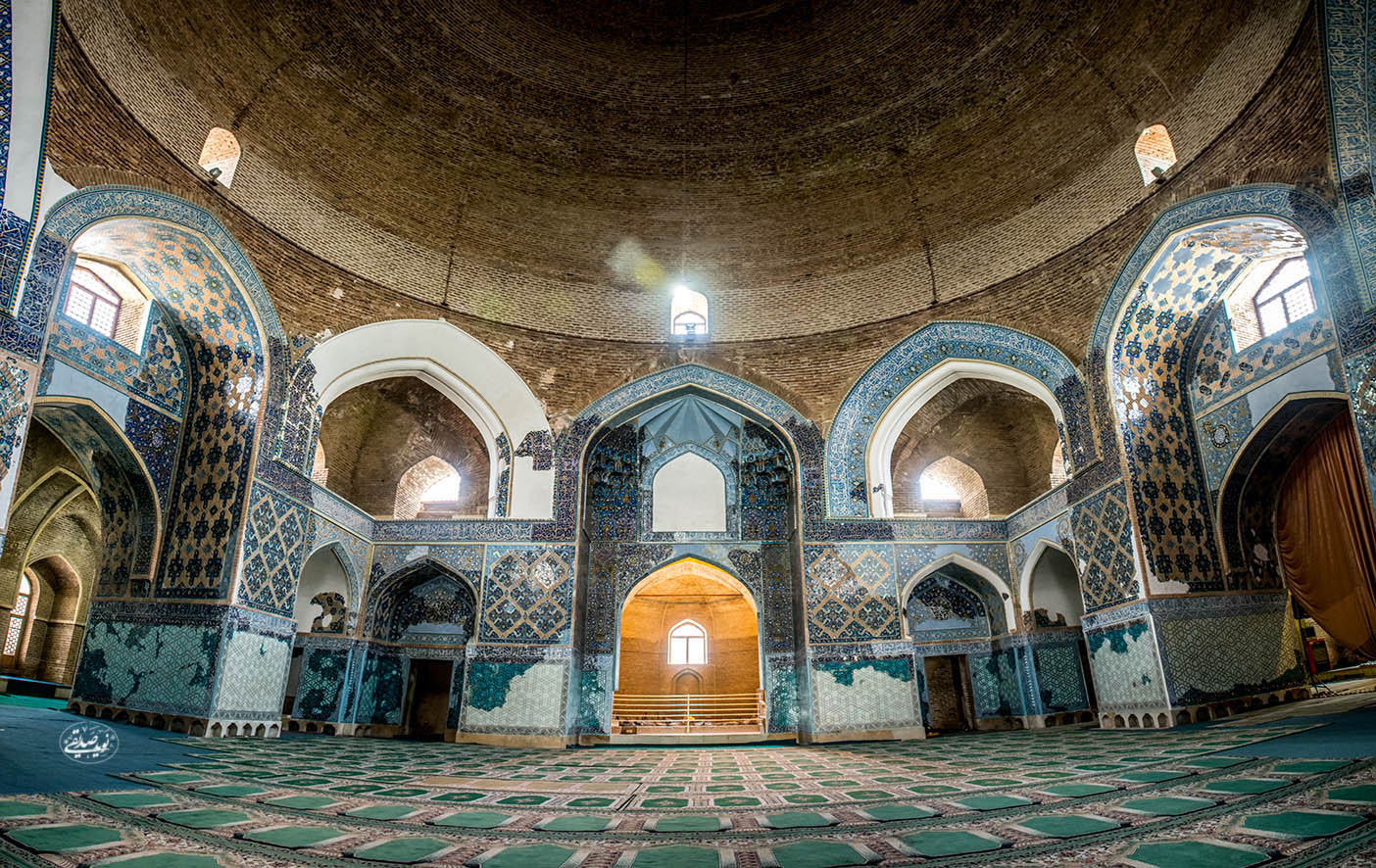
Inneres der Blauen Moschee

Der Komplex wurde 1465 fertiggestellt. Ursprünglich beherbergte er eine Schule, eine öffentliche Badeeinrichtung und eine Bibliothek. Bei einem Erdbeben im Jahr 1779 wurden sämtliche Gebäude zerstört, lediglich Teile der Moschee blieben erhalten.
Der als Mausoleum genutzte südliche Teil der Moschee ist mit Marmorplatten bedeckt, in die Koranverse eingraviert sind. Das Dach des Mausoleums wurde beim Erdbeben 1779 ebenfalls zerstört, wurde allerdings 1973 rekonstruiert. Den Wiederaufbau leitete der Architekt Memaran Benam aus Täbris. Bis heute sind die Arbeiten am Dach noch nicht abgeschlossen.